# Алондра рудощока
Ало́ндра рудощока (Calendulauda poecilosterna) — вид горобцеподібних птахів родини жайворонкових (Alaudidae). Мешкає в Східній Африці.

## Опис

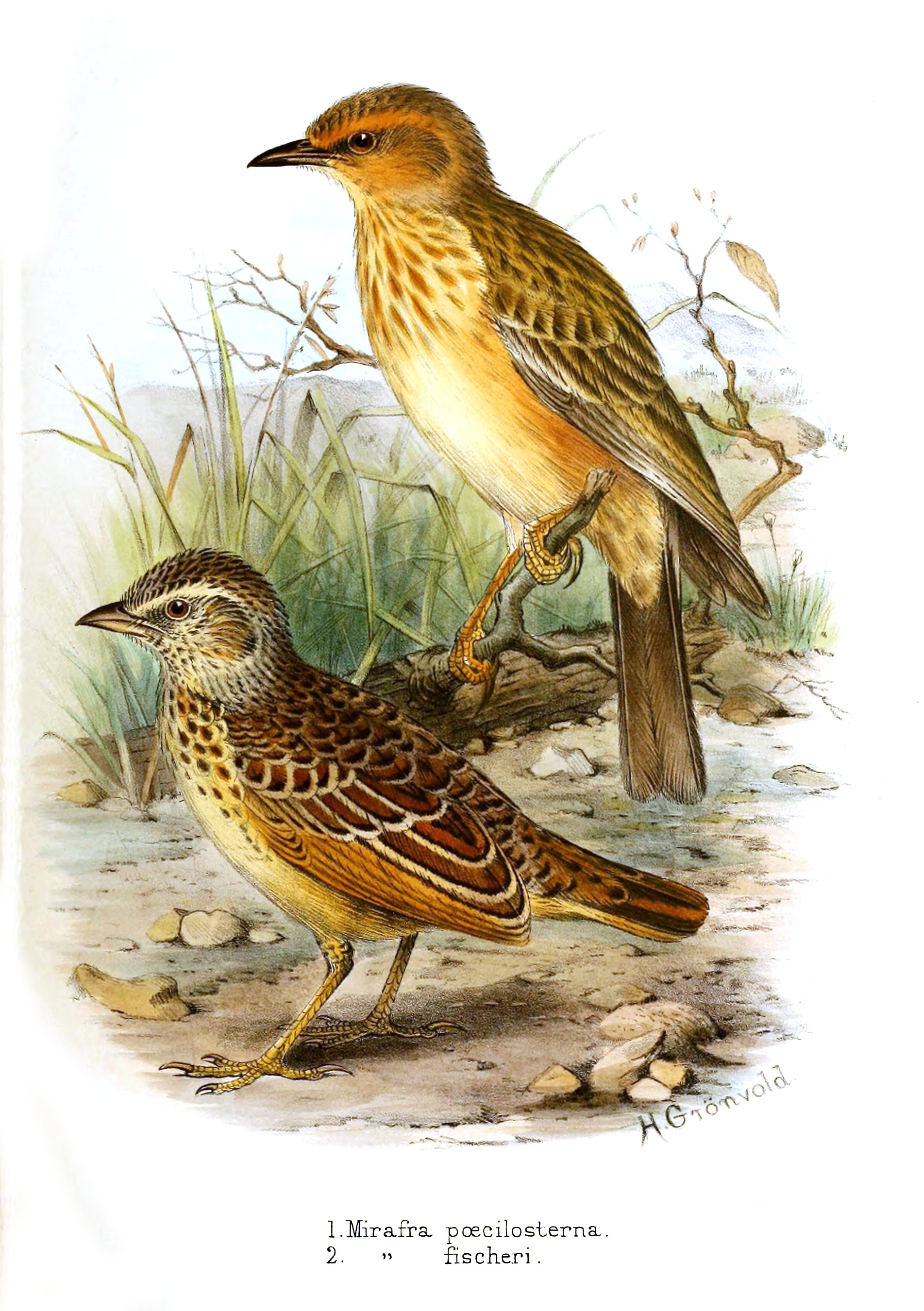
Рудощока алондра (зверху)

Довжина птаха становить 15-16 см, з яких від 6,4 до 7,9 см припадає на хвіст, вага 24-33 г. Довжина дзьоба становить 1,4-1,65 см. Виду не притаманний статевий диморфізм. Голова і верхня частина тіла сіра, тім'я і спина мають коричневий відтінок. Надхвістя сіре, поцятковане світлими плямками. Обличчя рудувато-коричневе, над очима малопомітні світлі "брови", через очі походять темні смуги. На підборідді. горлі і грудях білуваті смуги. Живіт білуватий, боки рудувато-коричневі, гузка білувата. Крила коричневі, пера на крилах мають світлі края. Всі стернові пера мають сірувато-коричневе забарвлення.

## Поширення і екологія
Рудощокі алондри мешкають на півдні Ефіопії і Сомалі, на південному сході Південного Судану, на північному сході Уганди, в Кенії та на півночі Танзанії. Вони живуть в саванах і колючих чагарникових заростях. Живляться комахами. яких шукають на землі, зокрема термітами. Гніздування відбувається з грудня по січень і з березня по червень. В кладці 2 яйця.